# Que ta volonté soit faite (roman)
 (mars 2016).
Si vous disposez d'ouvrages ou d'articles de référence ou si vous connaissez des sites web de qualité traitant du thème abordé ici, merci de compléter l'article en donnant les références utiles à sa vérifiabilité et en les liant à la section « Notes et références ».
Ne doit pas être confondu avec Que sa volonté soit faite.
Que ta volonté soit faite est un roman de Maxime Chattam publié aux éditions Albin Michel en janvier 2015. Il est également publié en version audio en avril 2015 aux éditions Audiolib (durée : 8h58) et lu par Antoine Tomé.

## Résumé
Carson Mills est une petite ville du Midwest des États-Unis. Les habitants y vivent tranquillement. Hormis quelques petites querelles, rien d'extraordinaire n'arrive jamais dans la région, jusqu'à l'arrivée des Petersen. La famille s'y installe vers la fin des années 1950.
L'histoire de cette famille, venue de Suède, est compliquée. En effet, les parents sont issus de deux courants religieux différents. Lars, le père, est méthodiste, alors que Willema, la mère est luthérienne. Source de conflit à cette époque, cette différence finit par provoquer un drame familial. Lars est abattu par son beau-père, et Willema, quant à elle, meurt en donnant naissance à un garçon.
Jon Petersen, le fils, est donc élevé par son grand-père, Ingmar, et par ses tantes Rakel et Hanna dans une ambiance familiale rude et dépourvue d'amour.
Dès son plus jeune âge, Jon révèle un comportement bizarre. Il est asocial et supporte mal l’école. Dès l’âge de six ans, il commence à exercer sa cruauté sur des fourmilières. Il passe des heures à observer ce petit monde sur lequel il aime posséder un pouvoir de vie ou de mort. A 12 ans, alors qu’il estime que les provocations du jeune Tyler vont trop loin, Jon se venge de façon extrêmement violente, le laissant pratiquement pour mort.
Trois ans plus tard, alors qu'il possède déjà l'allure d'une jeune adulte, sa tante Hanna, alors amoureuse de son petit ami Thomas, et prête à quitter sa petite ville pour New York, est victime d'une agression sexuelle.
Louise, la fille d'une ferme voisine, est violée chez elle. Quelques jours plus tard, Theresa Turnpike, la bibliothécaire, est sauvagement assassinée. C’est ensuite la fille du banquier Monroe, âgée de seize ans, qui semble également avoir été violée, en l'absence de ses parents. La disparition de plusieurs chiens et chats est aussi signalée dans le secteur.
Autant de faits gravissimes, entraînent Jarvis Jefferson, le shérif de la ville, dans une enquête difficile. Il interroge le jeune Jon, qu'il sait “à part” à Carson Mills, mais, bien qu'intimement persuadé de sa culpabilité, ne peut en tirer aucune conclusion. Jon de son côté, trouve un travail, achète une voiture et se tient tranquille durant quelque temps. Il souhaite se marier, mais les jeunes femmes qu'il croise, devinant facilement son caractère "particulier", rendent son projet difficile. Il finit par épouser Joyce Flanagan au Kansas. Jon perd son travail pour une affaire de mœurs, et le couple se voit dans l'obligation de revenir habiter dans la ferme familiale avec le grand-père et la tante Rakel.
Ils ont un fils : Riley. Survivant difficilement grâce au travail d'équarrisseur que Jon a trouvé, Joyce est contrainte d'user de ses charmes pour gagner l'argent qui manque au foyer. La tante Rakel, et le grand-père Ingmar deviennent encombrants pour Jon et son fils Riley découvre le monstre qu'est réellement son père.

Jon commet alors la première erreur de sa longue carrière de criminel psychopathe.

## Personnages
- Jon Petersen : né d'un père méthodiste et d'une mère luthérienne, tous deux morts à sa naissance, Jon est élevé à la dure par son grand-père, mais affiche très vite un comportement marginal. De son enfance à sa vie d'adulte, il va laisser libre cours à ses pulsions malsaines jusqu'à plonger dans une vie de vices et de violence.
- Jarvis Jefferson : shérif de Carson Mills, Il mène l'enquête sur ces homicides qui viennent troubler la quiétude de la ville, et est très vite persuadé de connaître l'identité du tueur : Jon Petersen est bien ce tueur fou. Mais faute de preuves, il ne peut agir, alors que ces actes ignobles continuent...